# Station Głuszyca
Station Głuszyca is een spoorwegstation in de Poolse plaats Głuszyca.